# Scinax trilineatus
La ranita trilineada (Scinax trilineatus) es una especie de anfibios de la familia Hylidae.
Habita en Brasil, Guayana, Surinam y Venezuela.
Sus hábitats naturales incluyen sabanas secas, marismas de agua dulce, corrientes intermitentes de agua y pastos. Está amenazada de extinción por la destrucción de su hábitat natural.